# Маргаритка лесная
Маргаритка лесная (лат. Bellis sylvestris) — вид травянистых растений рода Маргаритка (Bellis) семейства Астровые (Asteraceae).

## Ботаническое описание
Многолетние волосистые травянистые растения. Корневище короткое; корни в многочисленных мочках, шнуровидные, 1—2 мм в диаметре. Стебли безлистные, стрелковидные, 5—30 см высотой. Листья очерёдные, собраны в прикорневую розетку; листовые пластинки продолговатые или продолговато-лопатчатые, сверху закруглённые или тупые, постепенно суживающиеся в более короткий (всегда короче пластинки) черешок, край листа зубчатый или пильчатый.
Корзинки одиночные, обычно в числе 2—3, 10—30 мм в диаметре. Обёртки 6,5—8 мм длиной; листочки обёртки продолговато-эллиптические, черновато-зелёные, наружные заметно длиннее внутренних. Все цветки (трубчатые и язычковые) в основании с волосками; окраска язычков варьирует от слабо розовой до малиновой, интенсивность окраски усиливается к краю цветка, реже язычки белые. Семянки обратнояйцевидные, светлые, сильно опушённые, с утолщённым ободком по краю.
- Розетка листьев
- Корзинка
- Обёртка

## Охрана
Вид внесён в Красную книгу Республики Крым (охраняется в Ялтинском горно-лесном заповеднике и в заповеднике «Мыс Мартьян»), где обитает в арчовниках.

## Синонимы
- Bellidastrum michelii Planellas
- Bellidium pappulosum Bertol.
- Bellis atlantica Boiss. & Reut.
- Bellis hirta Host
- Bellis longifolia Orph. ex Nyman
- Bellis pappulosa Boiss.
- Bellis perennis subsp. sylvestris (Cirillo) Rouy
- Bellis sylvestris subsp. maroccana Sennen
- Bellis sylvestris subsp. natalis-jesu Sennen & Mauricio
- Bellis sylvestris var. atlantica (Boiss. & Reut.) Batt.
- Bellis sylvestris var. cyrenaica Bég.
- Bellis sylvestris var. major Alleiz.
- Bellis sylvestris var. pappulosa Lange
- Bellis sylvestris var. rotundifolia (Boiss. & Reut.) Batt.
- Bellis velutina Pomel
- Bellium pappulosum (Boiss. ex DC.) Kunze
- Brachyscome sylvestris Klatt
- Doronicum bellidiastrum Sm.